# آکا مانتو

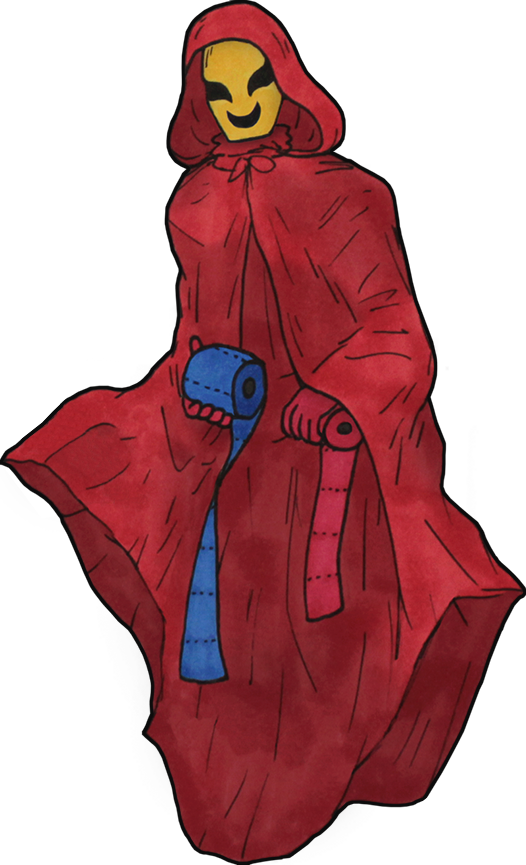
نگاره یک هنرمند از آکا مانتو

آکا مانتو، شنل قرمز، (ژاپنی: 赤マント، روماجی: Aka Manto)با روبان‌های قرمز و آبی، (ژاپنی: 赤い紙青い紙، روماجی: Akai-Kami-Aoi-Kami) و گاه شناخته شده با نام شنل آبی، (ژاپنی: 青マント، روماجی: Aoi Manto), یک شخصیت افسانه ای عامیانه ژاپنی با پیچه ای قرمز است.

## داستان
این شخصیت دربرابر کسانی ظاهر می‌شود که از دستشویی‌های عمومی یا مدرسه ای استفاده می‌کنند.
با توجه به حکایت‌های ضد و نقیض افسانه، اما با یک حکایت تأیید شده، این روح می‌پرسد که شنل یا روبان قرمز می‌خواهند یا آبی؟
در هر دو حالت، شخص کشته می‌شود، پس باید با بی اعتنایی به حرف روح شروع به فرار کردن کنند یا هردو گزینه را رد کنند.

## ضد و نقیض‌ها
آکا مانتو به عنوان یک روح مرد، شبح یا روح گوشه‌گیر(یوکای) شناخته می‌شود که در دستشویی‌های عمومی یا مدارس پرسه می‌زند.  گفته می‌شود که آکا مانتو بویژه به دستشویی‌های زنانه سر می‌کشد، و در برخی نسخه‌های افسانه، گفته می‌شود که به آخرین باجه‌های دستشویی می‌رود. گفته شده که روح یک شنل قرمز شناور و یک ماسک می‌پوشد که صورتش را پنهان کرده، و بدون نقاب، زیبا و جذاب شناخته شده. 
طبق افسانه‌ها، اگر شخصی در دستشویی عمومی یا مدرسه روی توالت نشسته باشد، آکا مانتو ممکن است ظاهر شود و از آنها بپرسد که آیا کاغذ توالت قرمز می‌خواهند یا آبی.  بسته به نسخه داستان، ممکن است از آنها بخواهد که بین یک شنل یا پیچه قرمز یا آبی، یکی را انتخاب کنند. اگر گزینه «قرمز» را انتخاب کنند، به‌گونه‌ای بدنشان بریده می‌شود، که جسدشان در خون خودشان می‌غلطد. روش خاصی که شخص زخمی می‌شود بسته به روایت متفاوت است، از جمله که با چاقو سوراخ سوراخ می‌شود یا پوستش کنده می‌شود. ممکن است ستون مهرشان را جدا کند و به‌گونه شنل مانند (شنل قرمز) به گردنشان بپیچد. اگر فرد «آبی» را انتخاب کند، عواقب آن از خفه کردن تا تخلیه تمام خون از بدنش متغیر است.
اگر فرد زرنگی کرده و از آکا مانتو رنگی دیگری بخواهد، اغلب گفته می‌شود که در نتیجه به دنیای مردگان یا جهنم برده می‌شود.  در برخی نسخه‌ها، انتخاب کاغذ یا شنل «زرد» باعث می‌شود که سر شخص را به زور در توالت فروکند.  نادیده گرفتن روح، یا این که شخص هیچ نوع کاغذی را نخواهد، گفته می‌شود که روح دور می‌شود.  در برخی از روایت‌ها، رد هر دو گزینه و فرار از آکا مانتو نیز منجر به زنده ماندن می‌شود، گاه آکا مانتو به سادگی مانع خروج فرد می‌شود.

## تاریخچه
متیو مایر، نویسنده و فولکلورشناس بیان کرده که آکا مانتو به عنوان شایعه در مدرسه به‌وجود آمده که قدمت آن به اوایل دهه سوم قرن بست برمی گردد. در آن زمان، کلمه مانتو معمولاً به یک ژاکت بدون آستین به سبک کیمونو گفته می‌شد، در حالی که در عصر حاضر، مانتو کلمه ژاپنی برای شنل و پیچه تعریف شده. به همین دلیل، نسل‌های مختلف دیدگاه‌های متفاوتی دربارهٔ ' ظاهر آکا مانتو داشته‌اند.

## در فرهنگ عامه
Akagami-Aogami به عنوان هیولای هفتگی در قسمت دوم انیمه سریال Ghost Stories س ساخت سال ۲۰۰۰ ظاهر می‌شود.
بازی ویدیویی Castlevania: Aria of Sorrow در سال ۲۰۰۳ دارای حریفی است که با نام "قاتل شنل پوش" شناخته می‌شود، که ممکن است بر اساس افسانه آکا مانتو ساخته شده باشد.
بازی ویدیویی آکا مانتو ۲۰۱۹ که توسط Chilla's Art ساخته و منتشر شده، بر اساس این افسانه است.
در سریال تلویزیونی ۲۰۲۱ کره جنوبی Squid Game، بازیکنان توسط مردی به یک تورنمنت مرگبار آورده می‌شوند که از آنها می‌خواهند در ازای پول، بازی کودکان کره ای داکجی (ddakji) را بازی کنند. فرد به آنها پیشنهاد می‌کند کاغذی قرمز یا آبی را انتخاب کنند، اما این انتخاب روی نتیجه تأثیر ندارد. هوانگ دونگ هیوک، کارگردان سریال، در مصاحبه ای تأیید کرد که این اشاره به افسانه آکا مانتو بوده‌است.

## بن مایه
1. ↑  Meyer, Matthew (31 October 2016). "Aka manto". Yokai.com (به انگلیسی). Retrieved 12 July 2019.
2. ↑  "Japanese Scary Stories: Aka Manto". Japan Info (به انگلیسی). Japan Info Co. , Ltd. 11 June 2015. Retrieved 7 August 2019.
3. ↑  Grundhauser, Eric (2 October 2017). "Get to Know Your Japanese Bathroom Ghosts". Atlas Obscura. Retrieved 12 July 2019.
4. ↑  Grundhauser, Eric (2 October 2017). "Get to Know Your Japanese Bathroom Ghosts". Atlas Obscura. Retrieved 12 July 2019.
5. ↑  Grundhauser, Eric (2 October 2017). "Get to Know Your Japanese Bathroom Ghosts". Atlas Obscura. Retrieved 12 July 2019.
6. 1 2 3 4 5  Bathroom Readers' Institute 2017.
7. 1 2  Grundhauser, Eric (2 October 2017). "Get to Know Your Japanese Bathroom Ghosts". Atlas Obscura. Retrieved 12 July 2019.
8. ↑  Joly 2012.
9. ↑  Briggs, Stacia; Connor, Siofra (16 June 2018). "Weird Norfolk: The haunting of Hardley crossroads". Eastern Daily Press (به انگلیسی). Archived from the original on 8 September 2020. Retrieved 7 August 2019.
10. ↑  Vago, Mike (15 May 2016). "Don't fall for Japan's urban legends". The A.V. Club. Archived from the original on 14 November 2019. Retrieved 12 July 2019.
11. 1 2 3 4 5 6  Meyer, Matthew (31 October 2016). "Aka manto". Yokai.com (به انگلیسی). Retrieved 12 July 2019.
12. ↑  "トイレの花子さんは時代遅れ？ いまどきの学校の怪談とは" [Is Hanako-san in the toilet obsolete? What is the ghost story of the school of today?] (به ژاپنی). 18 June 2014. Retrieved 12 July 2019.
13. ↑  Yoda & Alt 2013.
14. ↑  Bricken, Rob (19 July 2016). "14 Terrifying Japanese Monsters, Myths And Spirits". Kotaku (به انگلیسی). Archived from the original on 6 August 2019. Retrieved 12 July 2019.
15. ↑  "List of Ghost Stories (Japanese TV series) episodes". Wikipedia (به انگلیسی). Retrieved 1 July 2021."TVアニメ放送記録 2000-10" (به ژاپنی). Anime List. Infoseek. Archived from the original on October 8, 2008. Retrieved September 19, 2013.
16. ↑  Gilbert, Brian David (25 November 2018). "I wasted 3 weeks of my life finding Castlevania's hottest monster - Unraveled". YouTube (به انگلیسی). Polygon. Retrieved 21 September 2019.
17. ↑  "Aka Manto | 赤マント on Steam". Steam (به انگلیسی). Retrieved 29 July 2020.
18. ↑  Shohei, Hay (20 February 2020). "『事故物件』『赤マント』『雪女』。Steamで話題の兄弟ホラーゲームクリエイター"Chilla's Art（チラズアート）"インタビュー。なぜレトロ和風ホラーを作り続けるのか". Famitsu (به ژاپنی). Retrieved 29 July 2020.
19. ↑  Tassi, Paul (19 October 2021). "'Squid Game' Director Shuts Down Red-Blue, Player-Guard Theory". Forbes (به انگلیسی). Retrieved 19 October 2021.

## بیشتر بخوانید..
- 文芸 [Literature] (به ژاپنی). Vol. 21. 河出書房新社 (Kawade Shobo Shinsha). 1982.
- Tanemura, Tokihiro (1989). 日本怪談集 [Japan ghost story collection] (به ژاپنی). Vol. 1. 河出書房新社 (Kawade Shobo Shinsha).